# Tales Schutz
Pour les articles homonymes, voir Schütz.
Tales Schutz est un ancien footballeur brésilien né le 22 août 1981 à Porto Alegre.

## Carrière
- 2001 : Botafogo FR  Brésil
- 2002 : Atlético Paranaense  Brésil
- 2002-03 : MS Ashdod  Israël
- 2002-03 : Maccabi Netanya  Israël
- 2003 : Botafogo FR  Brésil
- 2003-04 : Akratitos Liosion  Grèce
- 2004 : Botafogo FR  Brésil
- 2004 : Cianorte FC  Brésil
- 2004-05 : Jagiellonia Białystok  Pologne
- 2005 : CA Juventus  Brésil
- 2006 : União EC  Brésil
- 2006-07 : South China  Hong Kong
- 2007-08 : Leixões SC  Portugal
- 2008-11 : South China  Hong Kong
- 2011-12 : AZAL PFK Bakou  Azerbaïdjan
- 2012-13 : FK Inter Bakou  Azerbaïdjan
- 2013-14 : Biu Chun Rangers Football Club  Hong Kong
- 2015- : Esporte Clube São José  Brésil

## Palmarès

### Club
- Avec Atlético Paranaense
  - Champion du Paraná en 2002.
- Avec South China
  - Champion de Hong Kong en 2007, 2009 et 2010.